# Donat Rrudhani
Donat Rrudhani (Kamenicë, 2 maggio 1999) è un calciatore kosovaro, centrocampista dello Young Boys e della nazionale kosovara.

## Carriera

### Club
Dopo aver giocato nelle serie minori svizzere, nell'estate del 2019 si trasferisce all'Aarau, con cui esordisce nella seconda divisione elvetica.

### Nazionale
Nel maggio 2021 riceve la prima convocazione in nazionale maggiore. L'8 giugno seguente ha esordito con la nazionale kosovara giocando l'amichevole persa 1-2 contro la Guinea.

## Statistiche

### Presenze e reti nei club
Statistiche aggiornate al 13 novembre 2022.
| Stagione        | Squadra             | Campionato      | Campionato | Campionato | Coppe nazionali | Coppe nazionali | Coppe nazionali | Coppe continentali | Coppe continentali | Coppe continentali | Altre coppe | Altre coppe | Altre coppe | Totale | Totale |
| Stagione        | Squadra             | Comp            | Pres       | Reti       | Comp            | Pres            | Reti            | Comp               | Pres               | Reti               | Comp        | Pres        | Reti        | Pres   | Reti   |
| --------------- | ------------------- | --------------- | ---------- | ---------- | --------------- | --------------- | --------------- | ------------------ | ------------------ | ------------------ | ----------- | ----------- | ----------- | ------ | ------ |
| 2017-2018       | Timau Basilea       | 2Li             | 22         | 2          |                 | -               | -               |                    | -                  | -                  |             | -           | -           | 22     | 2      |
| 2018-2019       | Black Stars Basilea | 1L              | 25+4       | 15+0       |                 | -               | -               |                    | -                  | -                  |             | -           | -           | 29     | 15     |
| 2019-2020       | Aarau               | ChL             | 28         | 3          | CS              | 2               | 0               |                    | -                  | -                  |             | -           | -           | 30     | 3      |
| 2020-2021       | Aarau               | ChL             | 34         | 7          | CS              | 4               | 1               |                    | -                  | -                  |             | -           | -           | 38     | 8      |
| 2021-2022       | Aarau               | ChL             | 34         | 9          | CS              | 3               | 1               |                    | -                  | -                  |             | -           | -           | 37     | 10     |
| Totale Aarau    | Totale Aarau        | Totale Aarau    | 96         | 19         |                 | 9               | 2               |                    | -                  | -                  |             | -           | -           | 105    | 21     |
| 2022-2023       | Young Boys          | ASL             | 11         | 0          | CS              | 2               | 1               | UECL               | 6                  | 1                  |             | -           | -           | 19     | 2      |
| Totale carriera | Totale carriera     | Totale carriera | 158        | 36         |                 | 11              | 3               |                    | 6                  | 1                  |             | -           | -           | 175    | 40     |

### Cronologia presenze e reti in nazionale
| Cronologia completa delle presenze e delle reti in nazionale ― Kosovo | Cronologia completa delle presenze e delle reti in nazionale ― Kosovo | Cronologia completa delle presenze e delle reti in nazionale ― Kosovo | Cronologia completa delle presenze e delle reti in nazionale ― Kosovo | Cronologia completa delle presenze e delle reti in nazionale ― Kosovo | Cronologia completa delle presenze e delle reti in nazionale ― Kosovo | Cronologia completa delle presenze e delle reti in nazionale ― Kosovo | Cronologia completa delle presenze e delle reti in nazionale ― Kosovo |
| Data                                                                  | Città                                                                 | In casa                                                               | Risultato                                                             | Ospiti                                                                | Competizione                                                          | Reti                                                                  | Note                                                                  |
| --------------------------------------------------------------------- | --------------------------------------------------------------------- | --------------------------------------------------------------------- | --------------------------------------------------------------------- | --------------------------------------------------------------------- | --------------------------------------------------------------------- | --------------------------------------------------------------------- | --------------------------------------------------------------------- |
| 8-6-2021                                                              | Manavgat                                                              | Kosovo                                                                | 1 – 2                                                                 | Guinea                                                                | Amichevole                                                            | -                                                                     | 85’                                                                   |
| 11-6-2021                                                             | Manavgat                                                              | Kosovo                                                                | 1 – 0                                                                 | Gambia                                                                | Amichevole                                                            | -                                                                     |                                                                       |
| 9-6-2022                                                              | Pristina                                                              | Kosovo                                                                | 3 – 2                                                                 | Irlanda del Nord                                                      | UEFA Nations League 2022-2023 - 1º turno                              | -                                                                     | 75’                                                                   |
| 12-6-2022                                                             | Volo                                                                  | Grecia                                                                | 2 – 0                                                                 | Kosovo                                                                | UEFA Nations League 2022-2023 - 1º turno                              | -                                                                     | 46’                                                                   |
| 24-9-2022                                                             | Belfast                                                               | Irlanda del Nord                                                      | 2 – 1                                                                 | Kosovo                                                                | UEFA Nations League 2022-2023 - 1º turno                              | -                                                                     |                                                                       |
| 27-9-2022                                                             | Pristina                                                              | Kosovo                                                                | 5 – 1                                                                 | Cipro                                                                 | UEFA Nations League 2022-2023 - 1º turno                              | 1                                                                     |                                                                       |
| 16-11-2022                                                            | Pristina                                                              | Kosovo                                                                | 2 – 2                                                                 | Armenia                                                               | Amichevole                                                            | 1                                                                     | 65’                                                                   |
| 19-11-2022                                                            | Pristina                                                              | Kosovo                                                                | 1 – 1                                                                 | Fær Øer                                                               | Amichevole                                                            | -                                                                     |                                                                       |
| 28-3-2023                                                             | Pristina                                                              | Kosovo                                                                | 1 – 1                                                                 | Andorra                                                               | Qual. Euro 2024                                                       | -                                                                     | 46’                                                                   |
| 19-6-2023                                                             | Budapest                                                              | Bielorussia                                                           | 2 – 1                                                                 | Kosovo                                                                | Qual. Euro 2024                                                       | -                                                                     |                                                                       |
| 22-3-2024                                                             | Erevan                                                                | Armenia                                                               | 0 – 1                                                                 | Kosovo                                                                | Amichevole                                                            | -                                                                     | 68’ 90+5’                                                             |
| 26-3-2024                                                             | Budapest                                                              | Ungheria                                                              | 2 – 0                                                                 | Kosovo                                                                | Amichevole                                                            | -                                                                     | 71’                                                                   |
| 6-9-2024                                                              | Pristina                                                              | Kosovo                                                                | 0 – 3                                                                 | Romania                                                               | UEFA Nations League 2024-2025 - 1º turno                              | -                                                                     | 81’                                                                   |
| 9-9-2024                                                              | Larnaca                                                               | Cipro                                                                 | 0 – 4                                                                 | Kosovo                                                                | UEFA Nations League 2024-2025 - 1º turno                              | -                                                                     |                                                                       |
| 12-10-2024                                                            | Kaunas                                                                | Lituania                                                              | 1 – 2                                                                 | Kosovo                                                                | UEFA Nations League 2024-2025 - 1º turno                              | -                                                                     | 45+3’ 59’                                                             |
| 15-10-2024                                                            | Pristina                                                              | Kosovo                                                                | 3 – 0                                                                 | Cipro                                                                 | UEFA Nations League 2024-2025 - 1º turno                              | -                                                                     |                                                                       |
| 20-3-2025                                                             | Pristina                                                              | Kosovo                                                                | 2 – 1                                                                 | Islanda                                                               | UEFA Nations League 2024-2025 - Play-off                              | -                                                                     | 46’                                                                   |
| 6-6-2025                                                              | Pristina                                                              | Kosovo                                                                | 5 – 2                                                                 | Armenia                                                               | Amichevole                                                            | -                                                                     | 63’                                                                   |
| Totale                                                                |                                                                       | Presenze                                                              | 18                                                                    |                                                                       | Reti                                                                  | 2                                                                     |                                                                       |

## Palmarès
- Campionato svizzero: 1

Young Boys: 2022-2023
- Coppa Svizzera: 1

Young Boys: 2022-2023